# Los marcados
Los marcados es una película de drama y western mexicana de 1971 dirigida por Alberto Mariscal y protagonizada por Antonio Aguilar y Flor Silvestre. Está inspirada en bandidos y relaciones homosexuales incestuosas. Se filmó en locaciones de Chicomostoc, Zacatecas, México.

## Sinopsis
El Pardo (Eric del Castillo) y su hijo y lugarteniente, El Niño (Javier Ruán), son una pareja homosexual que saquea e incendia un pueblo, con gran matazón de lugareños. La dueña de un burdel contrata a su amante El Marcado (Antonio Aguilar) para hacer justicia y deshacerse de los bandidos.

## Reparto
- Antonio Aguilar como «el Marcado»
- Eric del Castillo como «el Pardo»
- Flor Silvestre como Mercedes (dueña de burdel)
- Carmen Montejo como Remedios
- Javier Ruán como «el Niño»
- José Carlos Ruiz como «el Manco»
- Gabriel Retes
- Salvador Aguilar como Esbirro Pelon
- Mary Arden
- Jorge Arvizu «El Tata» como «el Chino»
- Marcelo Villamil como Pueblerino
- Dolores Beristáin como Representante liga decencia[4]

## Reconocimientos
- Premios Ariel, de 1972, nominación a Mejor Coactuación Masculina y Mejor Fotografía